# The Huntington

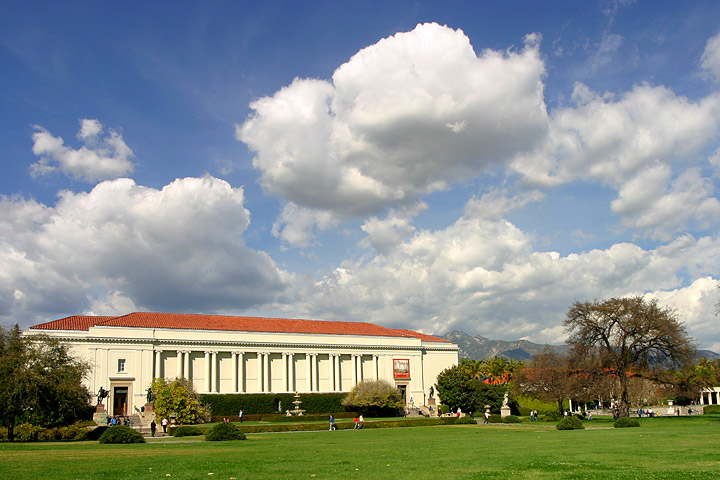
Huntingon Library

The Huntington is een privaat educatief en cultureel onderzoekscentrum zonder winstoogmerk. Het werd in 1919 door Henry E. Huntington (1850-1927) opgericht in het Californische San Marino in de Verenigde Staten. The Huntington omvat een bibliotheek, kunstcollecties en botanische tuinen. Het centrum organiseert tentoonstellingen, subsidieert wetenschappelijk onderzoek en biedt educatieve programma's aan.

## Geschiedenis

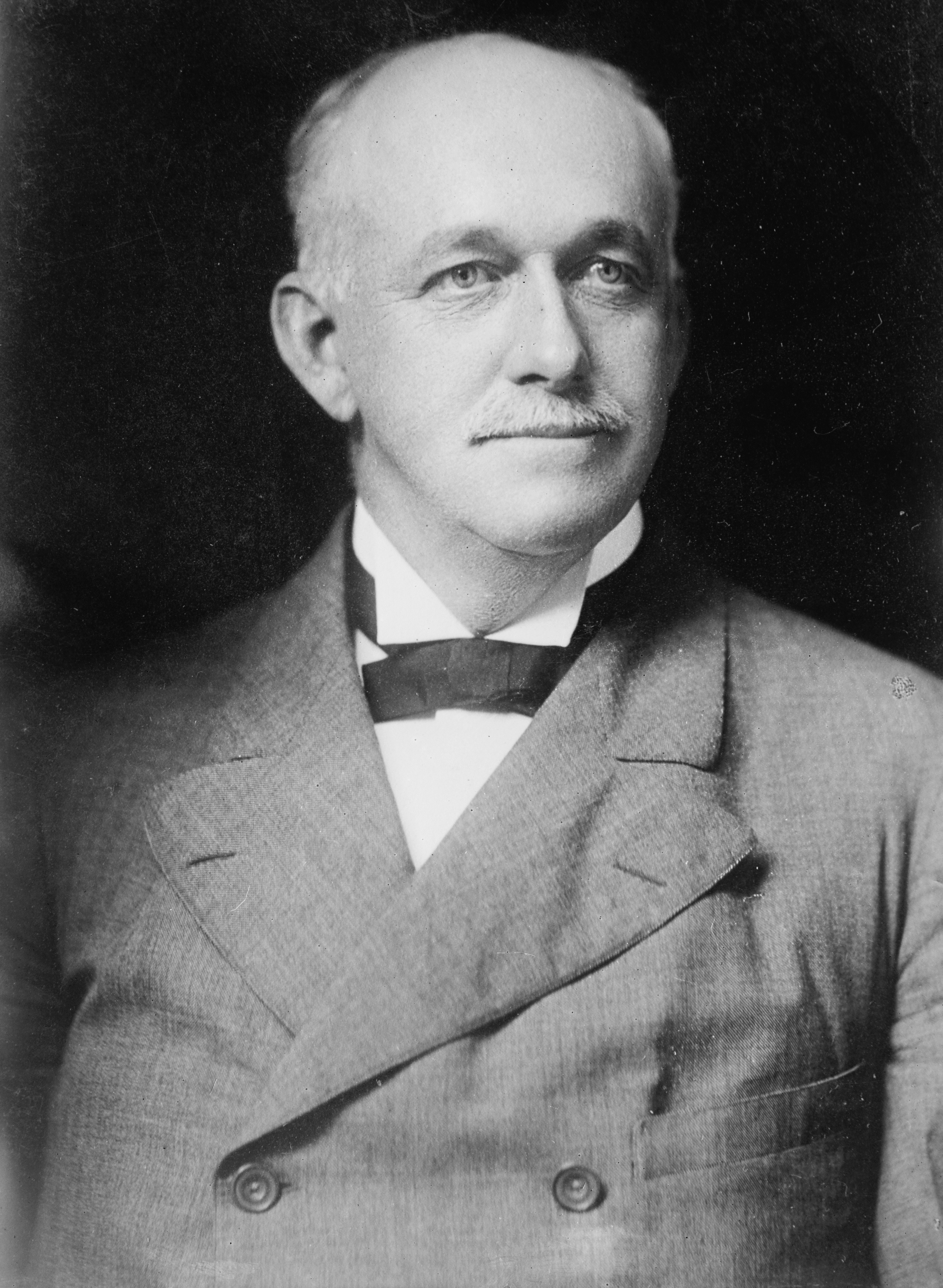
Henry E. Huntington (1850-1927)

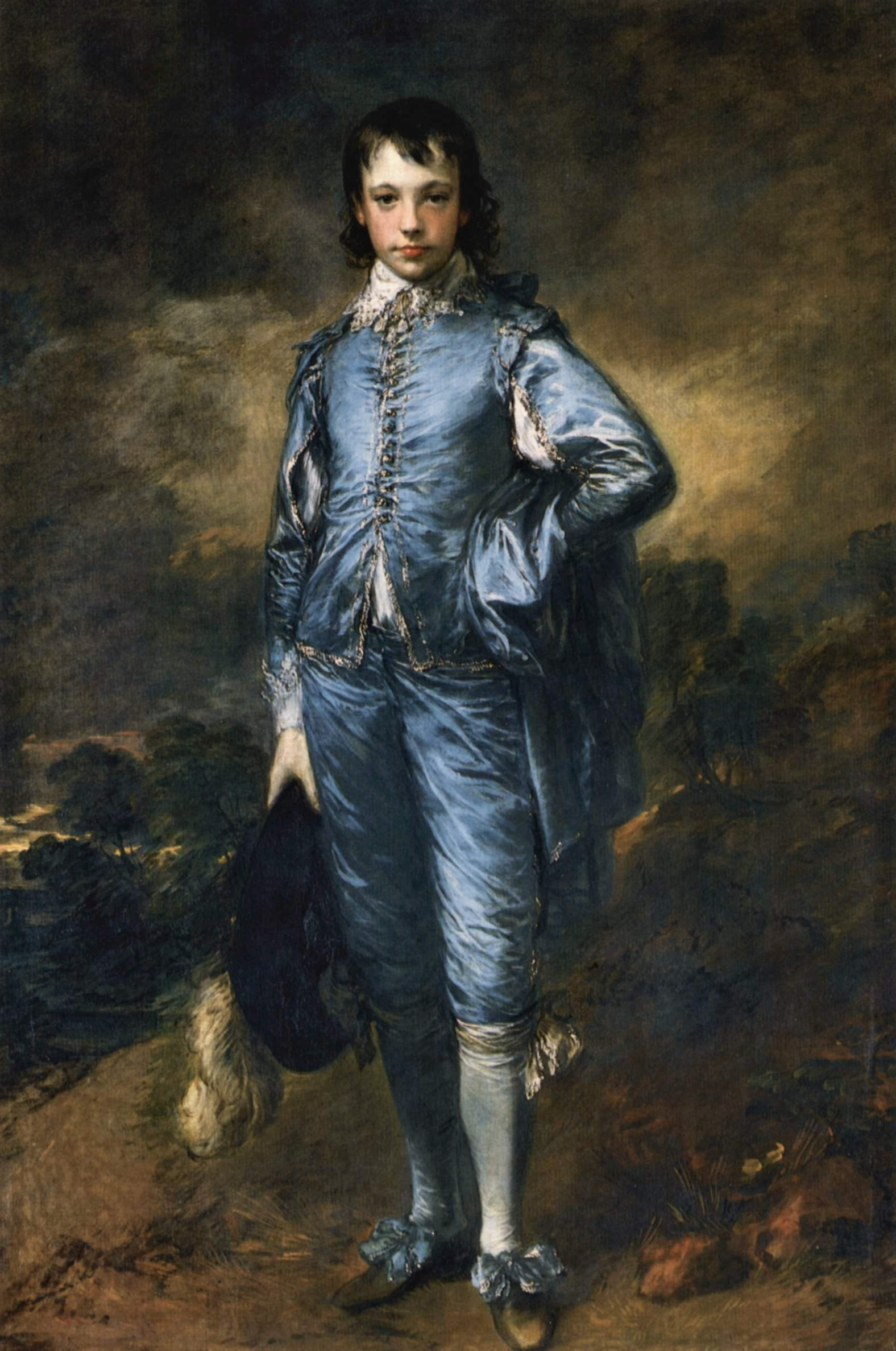
The Blue Boy (ca. 1770) door Thomas Gainsborough (1727-1788), Huntington Art Gallery, San Marino, Californië

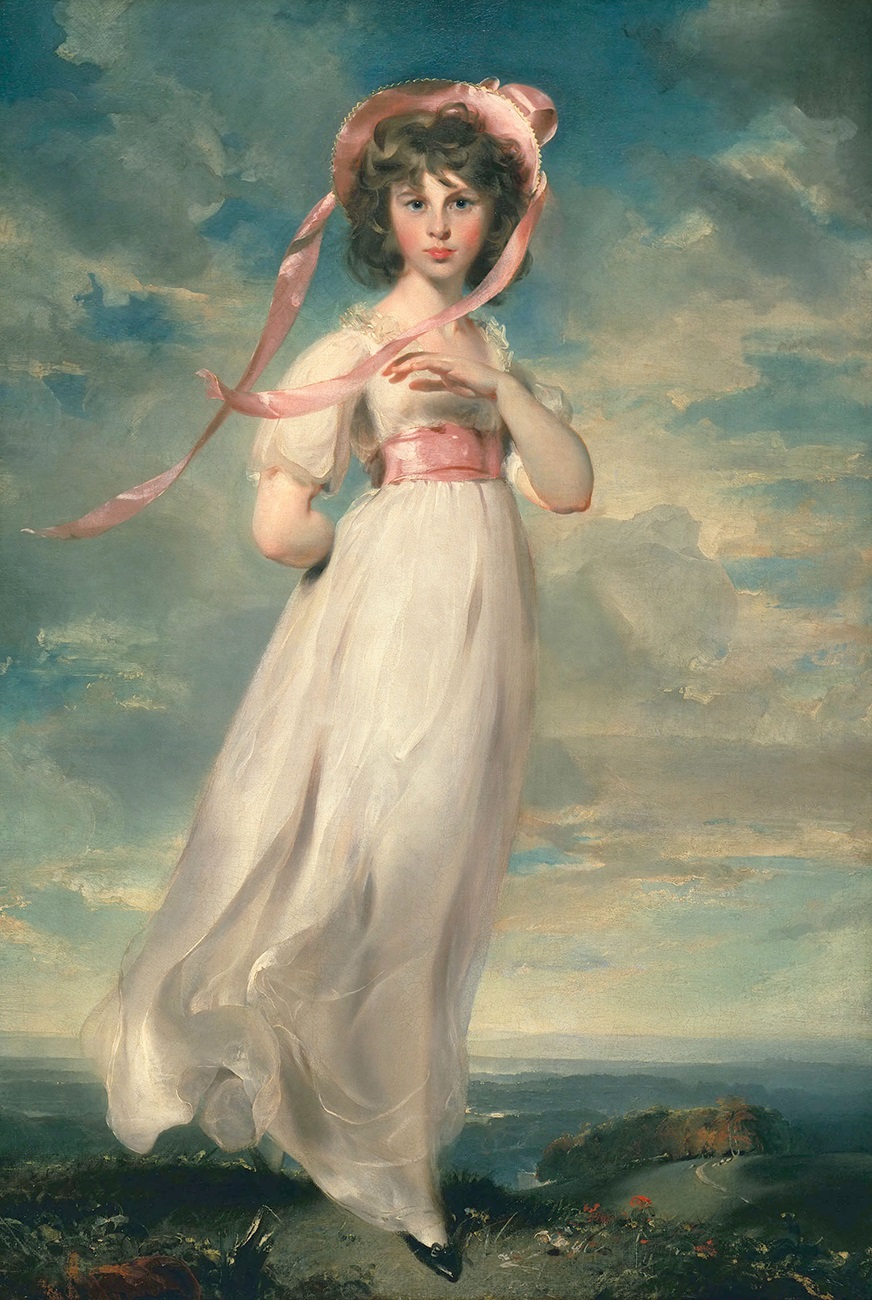
Sarah Barrett Moulton:Pinky (1794) door Thomas Lawrence (1769-1830), Huntington Library

Henry E. Huntington was een neef en erfgenaam van Collis Potter Huntington, een van de spoorwegtycoons in het 19e-eeuwse Californië. In 1910, toen hij 60 jaar oud was, begon hij kunst en zeldzame boeken te verzamelen. In datzelfde jaar scheidde hij van zijn eerste vrouw Mary Alice Prentice en trouwde met Arabella, de weduwe van zijn oom. Ze verhuisden van San Francisco naar San Marino, nabij Los Angeles. Huntington kocht ongeveer 400 hectare grond van de vader van generaal George Patton en bouwde San Marino uit. Pas op zijn 63e reisde hij voor het eerst naar Europa. Vanaf toen kocht hij daar gewoonlijk een of twee schilderijen per jaar, waarbij hij zich liet adviseren door experts. Bovendien profiteerde hij van het feit dat in het naoorlogse Europa vrijwel alles te koop was. Toen hij in 1927 overleed, bezat Huntington de grootste collectie 18e-eeuwse Britse portretten, die ooit aan een en dezelfde persoon toebehoorde. In overeenstemming met zijn testament werd die collectie in 1928 toegankelijk gemaakt voor het publiek.

## Huntington Library
Gedurende meer dan 80 jaar werden in deze bibliotheek zeldzame boeken, middeleeuwse manuscripten, incunabelen, kaarten, reisliteratuur, foto's en ander belangrijk tekstueel en grafisch materiaal verzameld voor de studie van de Britse en Amerikaanse geschiedenis en literatuur, de geschiedenis van wetenschap, geneeskunde en technologie, en de geschiedenis van het boek. Die collectie bestaat uit meer dan 6 miljoen items. De oudste dateren uit de middeleeuwen, de jongste uit de 21e eeuw, maar het grootste deel ervan komt uit de Engelse renaissance.
Slechts een klein deel van de voorwerpen is permanent te bezichtigen. Daartoe behoren onder andere een Gutenbergbijbel, het Ellesmere Chaucer-manuscript, John James Audubons The Birds of America en een onovertroffen verzameling van de vroege edities van de werken van William Shakespeare, waaronder de eerste twee kwarto's van Hamlet.
Het feitelijk gebruik van de collectie is zeer beperkt en aan strenge voorwaarden onderworpen. Het vereist een doctorsgraad of althans een kandidatuur PhD en twee aanbevelingsbrieven van bekende wetenschappers. De onderzoeksafdeling van The Huntington kent jaarlijks een aantal beurzen toe op korte of lange termijn aan wetenschappers die willen werken met de collecties. Elk jaar komen er bijna 2000 wetenschappers uit de hele wereld naar de Huntington Library om er de zeldzame materialen te bestuderen. De resultaten van hun werk worden gepubliceerd in boeken, tijdschriften en handboeken voor hogescholen en universiteiten.

## Kunstcollecties
De kunstcollecties van The Huntington zijn ondergebracht in twee gebouwen op het domein:

### The Huntington Art Gallery
In dit gebouw is de verzameling Europese kunst ondergebracht, die een breed scala aan stijlen, culturen en media bevat, van de oudheid tot nu.
De verzameling Britse portretten uit de late 18e en de vroege 19e eeuw wordt beschouwd als een van de grootste buiten het Verenigd Koninkrijk. Veel van de werken van vooraanstaande Engelse schilders worden er tentoongesteld, waaronder The Blue Boy door Thomas Gainsborough (1727-1788) en Sarah Barrett Moulton: Pinkie door Thomas Lawrence (1769-1830). Verder zijn er ook portretten uit de 17e eeuw door Peter Lely ( 1618-1680) en Anthony van Dyck (1599-1641) in de kunstverzameling. Belangrijke voorbeelden van 19e-eeuwse landschappen van John Constable (1776-1837) en J. M. W. Turner (1775-1851) ontbreken niet.
De collectie Franse kunst bestaat grotendeels uit kunstwerken uit de 18e eeuw, waaronder tapisserie, bronzen beelden, porselein en meubelen. De schilderkunst uit het ancien régime wordt vertegenwoordigd door Jean Antoine Watteau (1684-1721), Jean-Honoré Fragonard (1732-1806) en Jean-Baptiste Greuze(1725-1805). Uit de 19e eeuw zijn er een aantal schilderijen uit de School van Barbizon.
Tot de collectie Europese kunst behoort ook een kleine groep schilderijen uit de renaissance, waaronder Madonna en kind (ca. 1460) van de Vlaamse meester Rogier van der Weyden (1399/1400-1464).
Stadsgezichten van Italiaanse kunstenaars als Antonio Canaletto (1697-1768) en Bernardo Bellotto (1720-1780) maken ook deel uit van de Europese verzameling, die blijft aangroeien door giften en aankopen en het hele jaar door kan worden bezichtigd.

### The Virginia Steele Scott Galleries
Henry en Arabella Huntington kochten vanaf 1919 enkele Amerikaanse schilderijen voor hun collectie, maar pas 60 jaar later - in 1979 - begon The Huntington met het samenstellen van een verzameling Amerikaanse kunst, toen de Virginia Steele Scott Foundation 50 schilderijen van Amerikaanse kunstenaars aan de instelling schonk. The Virginia Steele Scott Gallery of American Art opende in 1984 zijn deuren voor het publiek. Vandaag de dag omvat de collectie meesterwerken als Mount Chimborazo (1864) van Frederic Edwin Church (1826-1900) en het monumentele beeldhouwwerk Zenobia in Chains (1859) van Harriet Hosmer (1830-1908).
In 2009 werden The Virginia Steele Scott Galleries of American Art uitgebreid en heringericht. De collectie bevat werken uit de periode van de jaren 1690 tot de jaren 1950.
Bij de 18e-eeuwse werken zijn er onder meer schilderijen van John Singleton Copley (1738-1815) en Benjamin West (1738-1820), evenals meubelen en decoratieve kunst uit New York, Philadelphia en New England. Die verschaffen inzicht in de artistieke ontwikkeling en cultuur van het vroege Amerika.
De collectie 19e-eeuwse kunst bevat onder meer werk van Raphaelle Peale (1774-1825), George Caleb Bingham 1811-1879) en Mary Cassatt (1844-1926). Er is ook een omvangrijke collectie werken van de Hudson River School, waaronder schilderijen van Albert Bierstadt (1830-1902).
De Amerikaanse kunstcollectie legt een bijzondere nadruk op de Arts and Crafts Movement uit de late 19e en de vroege 20e eeuw en bezit onder andere een eettafel en stoelen, ontworpen door Frank Lloyd Wright (1867-1959).
De collectie van 20e-eeuwse Amerikaanse kunst breidt zich snel uit en bevat schilderijen van John French Sloan (1871-1951), Charles Sheeler (1883-1965), Edward Hopper (1882-1967) en Robert Motherwell (1915-1991); werk op papier van Grant Wood (1891-1942) en Joseph Cornell (1903-1972); beeldhouwkunst van onder anderen Elie Nadelman (1882-1946); een uitgebreide collectie glaswerk, zilverwerk en keramiek.

### William Morris Collection
In 1999 kwam The Huntington in het bezit van een collectie voorwerpen van de prerafaëlitische kunstenaar en ontwerper William Morris (1834-1896). De collectie, die bijeengebracht werd door Sanford en Helen Berger, bevat onder meer glas in lood, behangpapier, textiel, borduurwerk, tekeningen, keramiek, meer dan 2000 boeken, originele houtsneden en het volledige archief van de firma in decoratieve kunsten Morris & Co en van de voorganger ervan, Morris, Marshall, Faulkner & Co. Deze collectie vormde in 2002 de grondslag van de tentoonstelling William Morris: Creating the Useful and the Beautiful.

## Botanische tuinen

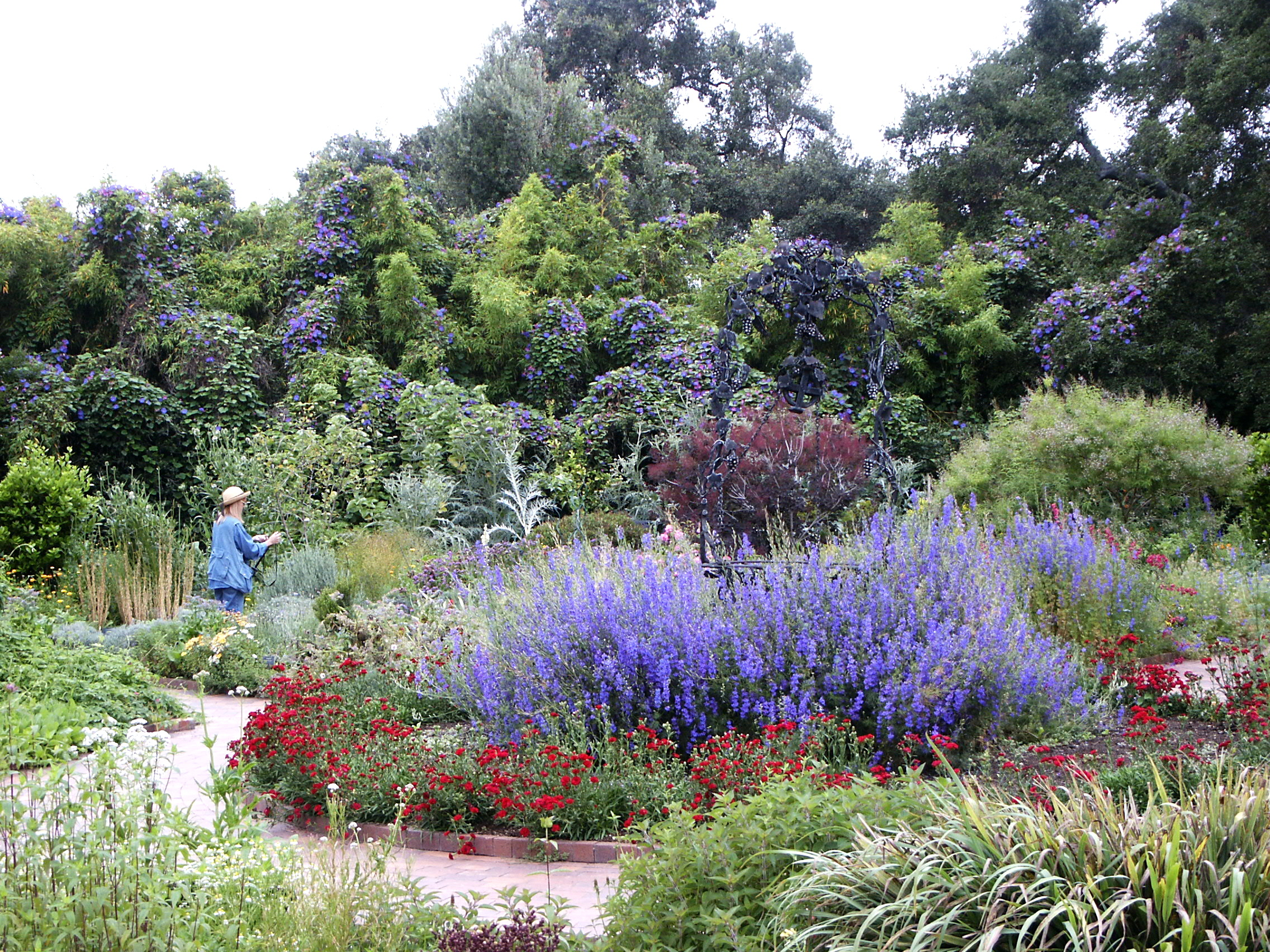
Kruidentuin in The Huntington

De thematische botanische tuinen van The Huntington hebben een oppervlakte van bijna 500.000m². Ze bevatten zeldzame planten uit de hele wereld. Zo zijn er de Australian Garden, Camelia Collection, Children's Garden, Desert Garden Conservatory, Rose Hill Foundation Conservatory for Botanical Science, Desert Garden, Herb Garden, Japanese Garden, Zen Garden, Lily Pond, North Vista, Palm Garden, Rose Garden, Elizabethan Garden (de vroegere Shakespeare Garden), Subtropical Garden, Jungle Garden, de Chinese Garden en de grootste verzameling palmvarens in Amerika.
De Conservatory for Botanical Science heeft een grote verzameling tropische planten, waaronder een afdeling vleesetende planten. The Huntington heeft een programma om bedreigde plantensoorten te beschermen en te verspreiden.
De Desert Garden bevat een van de grootste en oudste verzamelingen van cactussen en andere vetplanten die in extreme omstandigheden leven. Vele daarvan werden door Henry Huntington zelf en door William Hertrich verzameld tijdens reizen naar verscheidene landen in Noord-, Centraal- en Zuid-Amerika. Zo werden planten bijeenbracht die in het begin van de jaren 1900 grotendeels onbekend en ongewaardeerd waren. De tuin bevat meer dan 5000 soorten, die zich aan extreme droogte hebben aangepast.
De Australian Garden is een groot open veld, beplant met eucalyptusbomen, als een reconstructie van het Australische binnenland.
The Rose Garden bevat 4000 planten van ongeveer 1200 variëteiten, die historisch gearrangeerd zijn om een overzicht te geven van de ontwikkeling van rozen doorheen de geschiedenis.
De Chinese Garden en de Japanese Garden zijn beide voorzien van historische architectuur en regionale plantensoorten.

## Filmlocatie
De tuinen worden vaak gebruikt als filmlocatie. Er werden onder ander opnamen gemaakt voor:
- Mame (1974)- een muzikale film gebaseerd op de gelijknamige Broadway musical.
- Only Yesterday (1975) - muziekclip van de Carpenters.
- Midway (1976) - oorlogsfilm uitgebracht in het Verenigd Koninkrijk als Battle of Midway.
- Beverly Hills Cop II (1987) - Amerikaanse film.
- Ordinary World (1993) - muziekclip van Duran Duran.
- Indecent Proposal (1993) - Amerikaanse film.
- Beverly Hills Ninja (1997) - Amerikaanse film.
- Mystery Men (1999) - Amerikaanse film.
- Charlie's Angels (2000) - Amerikaanse film.
- The Wedding Planner (2001) - Amerikaanse romantische filmkomedie.
- The Hot Chick (2002) - Amerikaanse filmkomedie.
- S1m0ne - (2002) Amerikaanse sciencefictionfilm.
- Anger Management (2003) - Amerikaanse romantische filmkomedie.
- Intolerable Cruelty (2003) - Amerikaanse filmkomedie.
- Starsky & Hutch (2004) - Amerikaanse film gebaseerd op de gelijknamige televisieserie uit de jaren 70.
- Memoirs of a Geisha (2005) - Amerikaanse film.
- Serenity (2005) - Amerikaanse film.
- Ned's Declassified School Survival Guide (2007) - Laatste aflevering van deze Amerikaanse televisieserie.
- National Treasure: Book of Secrets (2007) - Amerikaanse film, waarin de Huntington Rose Garden als de rozentuin van het Witte Huis wordt gebruikt.
- You May Now Kill the Bride (2008) - Aflevering 14 van de televisieserie CSI: Miami, seizoen 6.
- G.I. Joe: The Rise of Cobra (2009) - Amerikaanse actiefilm.
- The Muppets (2011) - Amerikaanse muzikale filmkomedie.